# Honourable Artillery Company

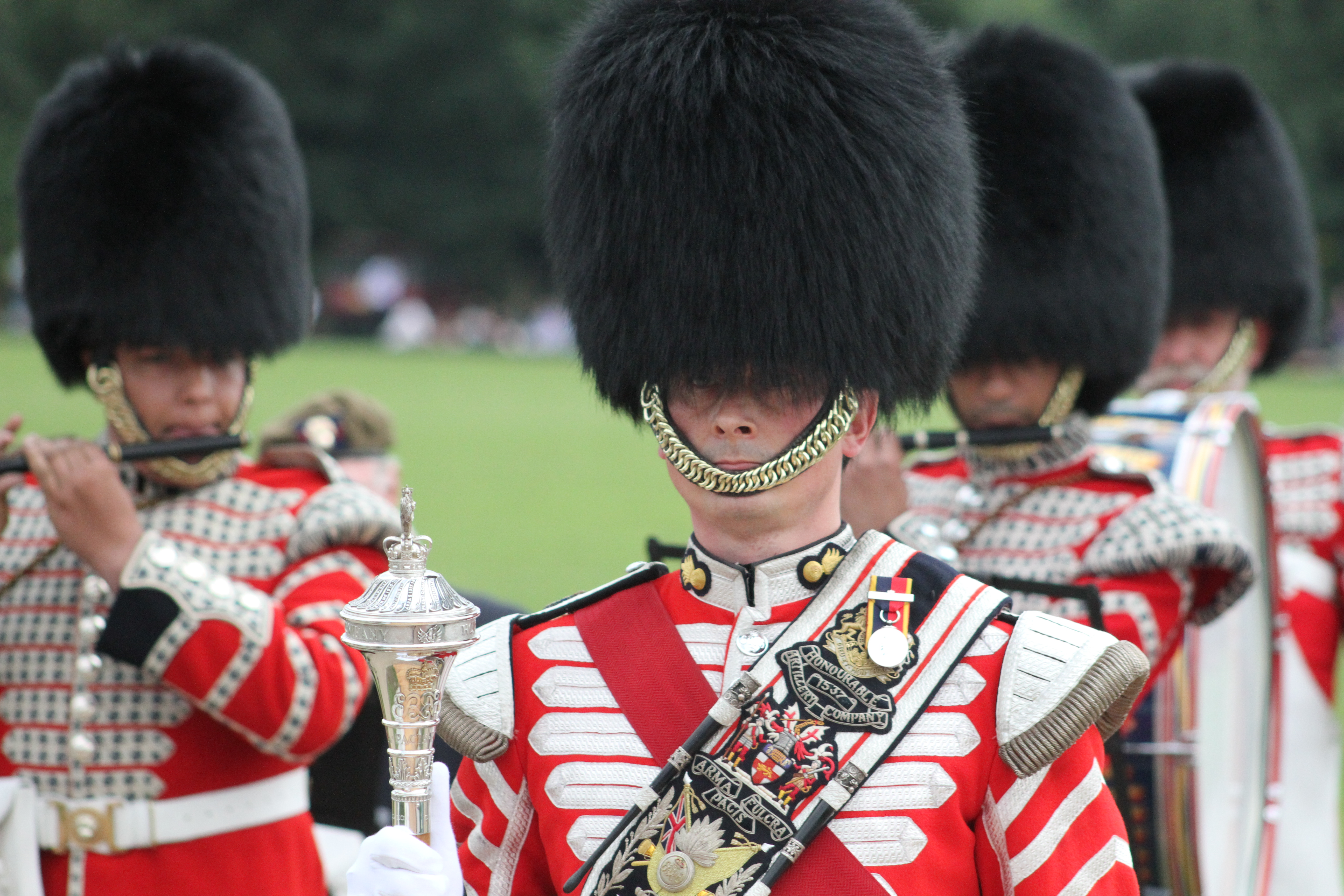
Drum Corps der HAC

Hauptsitz der Honourable Artillery Company in London um 1910

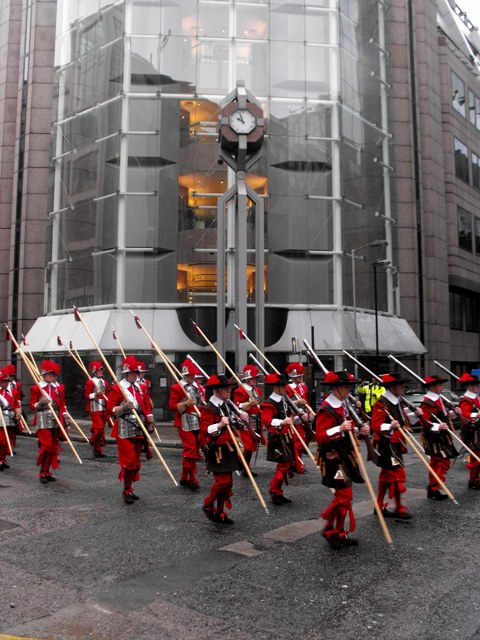
Teilnahme der Company of Pikemen & Musketeers an der Lord Mayor’s Parade

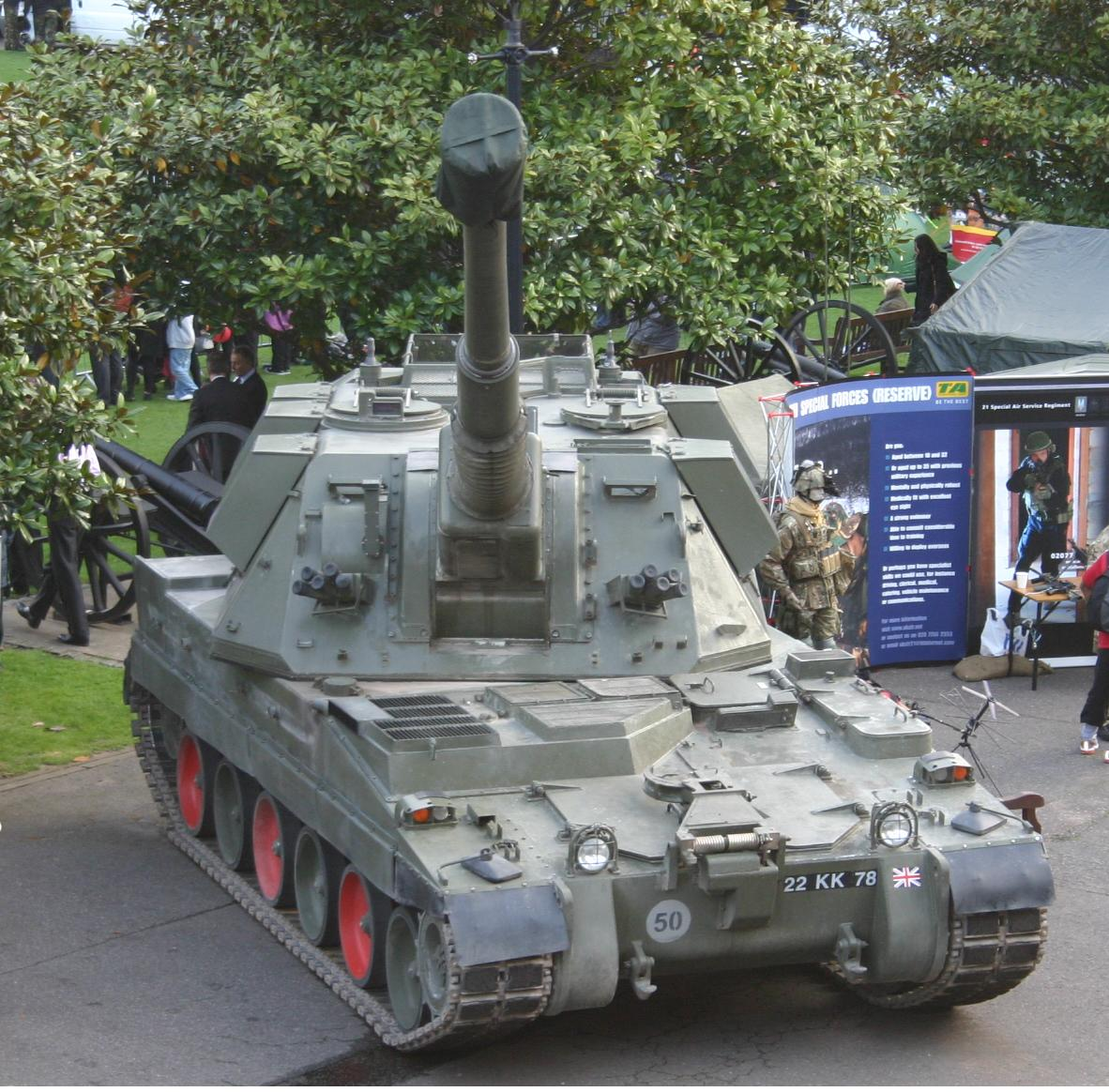
AS90 der HAC

Die Honourable Artillery Company (HAC) ist ein Regiment der britischen Territorial Army und eine gemeinnützige Organisation. Das Regiment geht auf eine Royal Charter von 1537 zurück und ist damit das älteste Regiment der British Army. Es ist Teil des Rapid Reaction Corps der NATO und nimmt außerdem zeremonielle Aufgaben wahr – so stellt es die Ehrengarde für die britische Königsfamilie und besuchende ausländische Staatschefs oder feuert die zeremoniellen Salutschüsse vom Tower of London ab.
Hauptquartier der HAC ist das Armoury House in der City of London. Dort befindet sich auch ein Museum, das Honourable Artillery Company Museum und ein Archiv zur Geschichte des Regiments und der Milizen in London. Die gemeinnützige Organisation unterstützt die Arbeit des HAC-Regiments. Ebenso stellt sie eine Abordnung der Special Constabulary für die City of London Police. Mitglieder der HAC müssen ehemalige Soldaten sein. Viele sind ehemalige hochrangige Offiziere der British Army.

## Militärische Abteilung – das Regiment
Der Name bezieht sich nicht auf die heutige Artillerie. Bei der Regimentsgründung bezeichnete Artillerie jede geworfene oder geschossene Waffe. Nach heutiger Nomenklatur war die HAC in den ersten 250 Jahren ihres Bestehens eine reine Infanterieeinheit. Mitglieder HAC wanderten nach Nordamerika aus und gründeten dort 1638 die Honourable Artillery Company of Massachusetts, die älteste militärische Einheit Nordamerikas.
Mitglieder der aktiven HAC sind im Regelfall Männer und Frauen, die in der City of London arbeiten. Im Kampfeinsatz waren Soldaten der HAC erstmals in den Burenkriegen Anfang des 20. Jahrhunderts in Südafrika. Die Truppe nahm an beiden Weltkriegen teil und ist seitdem an allen Einsätzen der britischen Armee beteiligt. Unter anderem stellte sie 50 Soldaten für den Einsatz in Afghanistan. Heute übernimmt das Regiment Aufgaben der Artillerieaufklärung im Rahmen des Rapid Reaction Corps.
Das Regiment übernahm die Rolle der Salutschüssen vom Tower of London, nachdem das reguläre Artillerieregiment des Towers 1924 aufgelöst wurde. Der Salut wird beim Geburtstag des Königs und bei Staatsbesuchen abgefeuert. Es ist zudem seit dem 17. Jahrhundert eines der wenigen Regimenter der British Army, das mit Trommeln, aufgesteckten Bajonetten und präsentierten Fahnen durch die City of London marschieren darf.
Letzter Captain-General der Einheit war Königin Elisabeth II., das Amt ist vakant. Colonel-Commandant der HAC ist Patrick Sanders.  Die Regimentskapelle ist in der Kirche St Botolph without Bishopsgate.

## Zivile Abteilung – the Company
Ehemalige aktive Mitglieder der HAC können veteran member der Company werden. Wenn sie weiter aktiv bleiben wollen, können sie Mitglied der Company of Pikemen & Musketeers oder der leichten Kavallerie der HAC werden und zeremonielle Aufgaben erfüllen. Ebenso steht die Mitgliedschaft in der sozialen Organisation allen anderen ehemaligen Soldaten offen.